# Palazzo del Porfirogenito

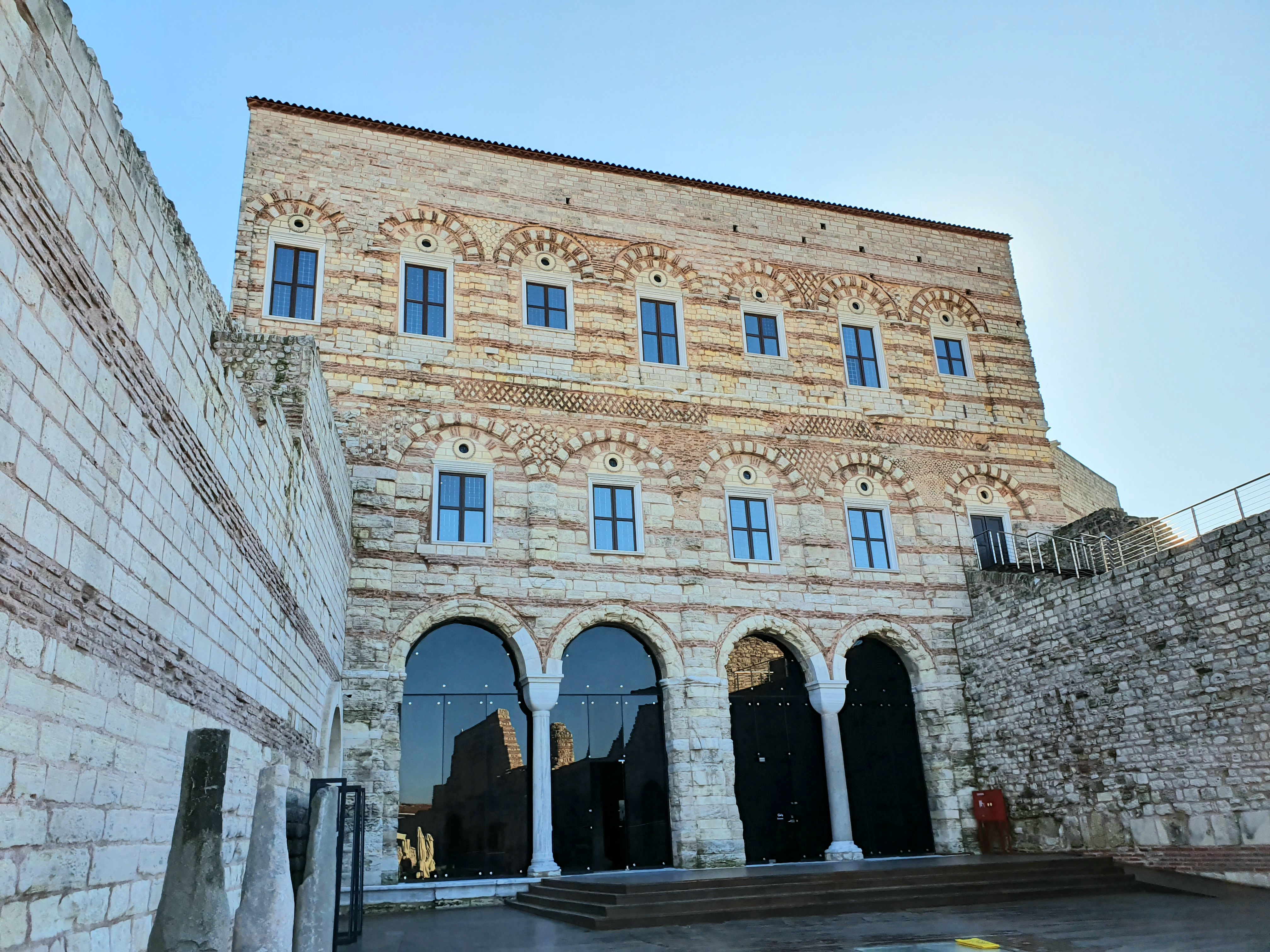
La facciata nord del Palazzo dopo il restauro

Il palazzo del Porfirogenito o di Costantino Porfirogenito (in turco Tekfur Sarayı, "palazzo dell'Imperatore") è un palazzo bizantino del XIII secolo annesso al complesso del Palazzo delle Blacherne. Esso è situato nella parte nordoccidentale del centro storico della città di Istanbul.

## Storia
Il palazzo si trova a ridosso delle Mura teodosiane, tra la porta d'Adrianopoli e la porta Caligaria, laddove esse vengono a contatto con la cinta difensiva eretta in tempi successivi a protezione del sobborgo delle Blacherne.
L'edificio venne costruito alla fine del XII secolo o agli inizi del XIII, come parte del complesso palaziale delle Blacherne. Il nome deriva dal figlio dell'imperatore Michele VIII Paleologo, Costantino Paleologo, detto Porfirogenito, cioè "nato nella porpora": questo era infatti il titolo dei figli dell'imperatore bizantino, che nascevano nella porphyra, la speciale stanza del Gran Palazzo destinata alle nascite imperiali, la quale era decorata in porfido o rivestita di drappi purpurei.
Dopo la conquista ottomana, il palazzo servì come componente della ménagerie del sultano, successivamente come scuderia, quindi funzionò come officina per la produzione di ceramiche e ospizio per i poveri, prima di essere abbandonato nel XVII secolo.
Dal 2006 il palazzo è stato oggetto di un attento restauro. Nel 2019 è stato aperto al pubblico come museo.

## Struttura

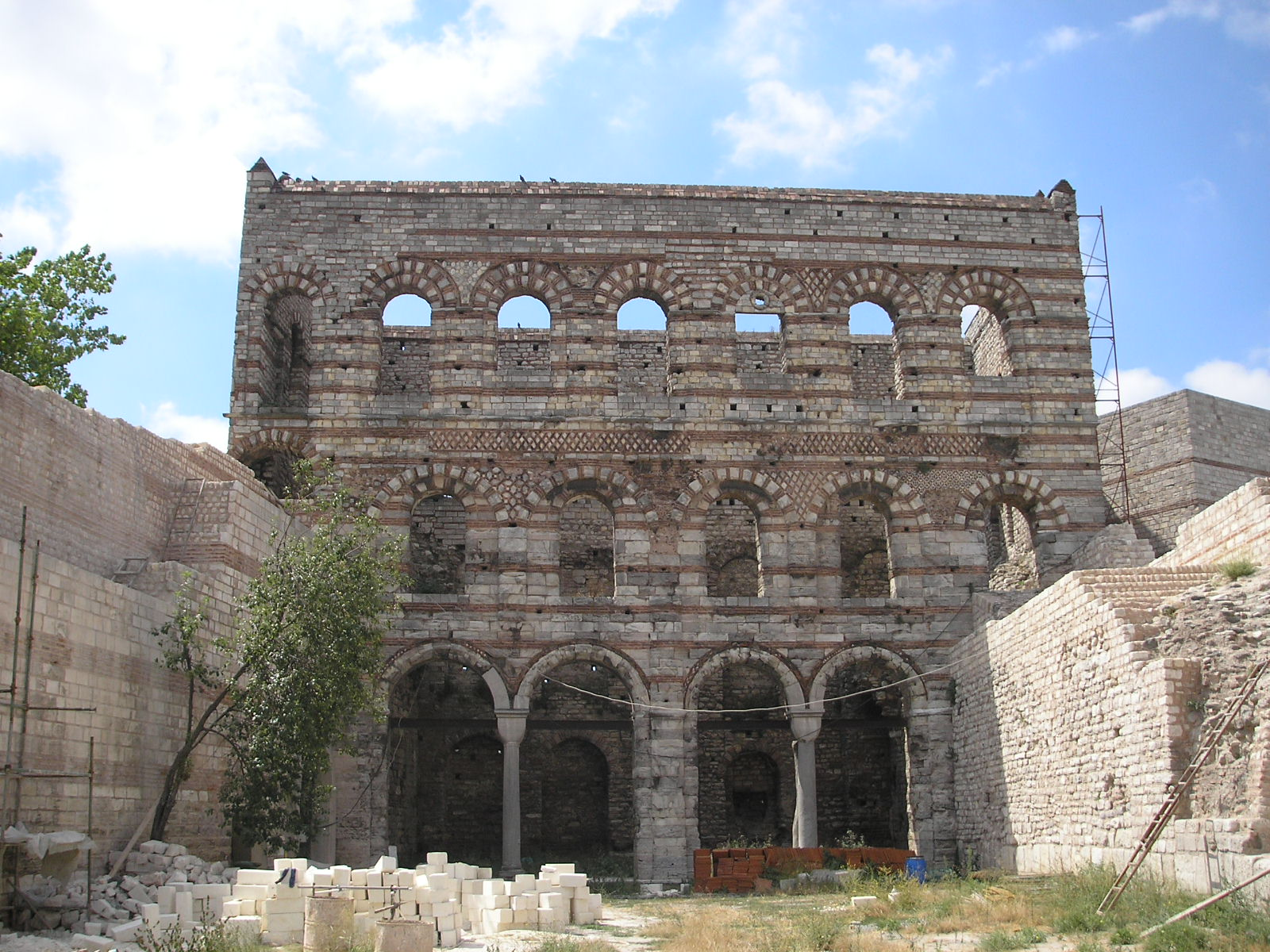
Il palazzo del Porfirogenito di fronte prima del restauro.

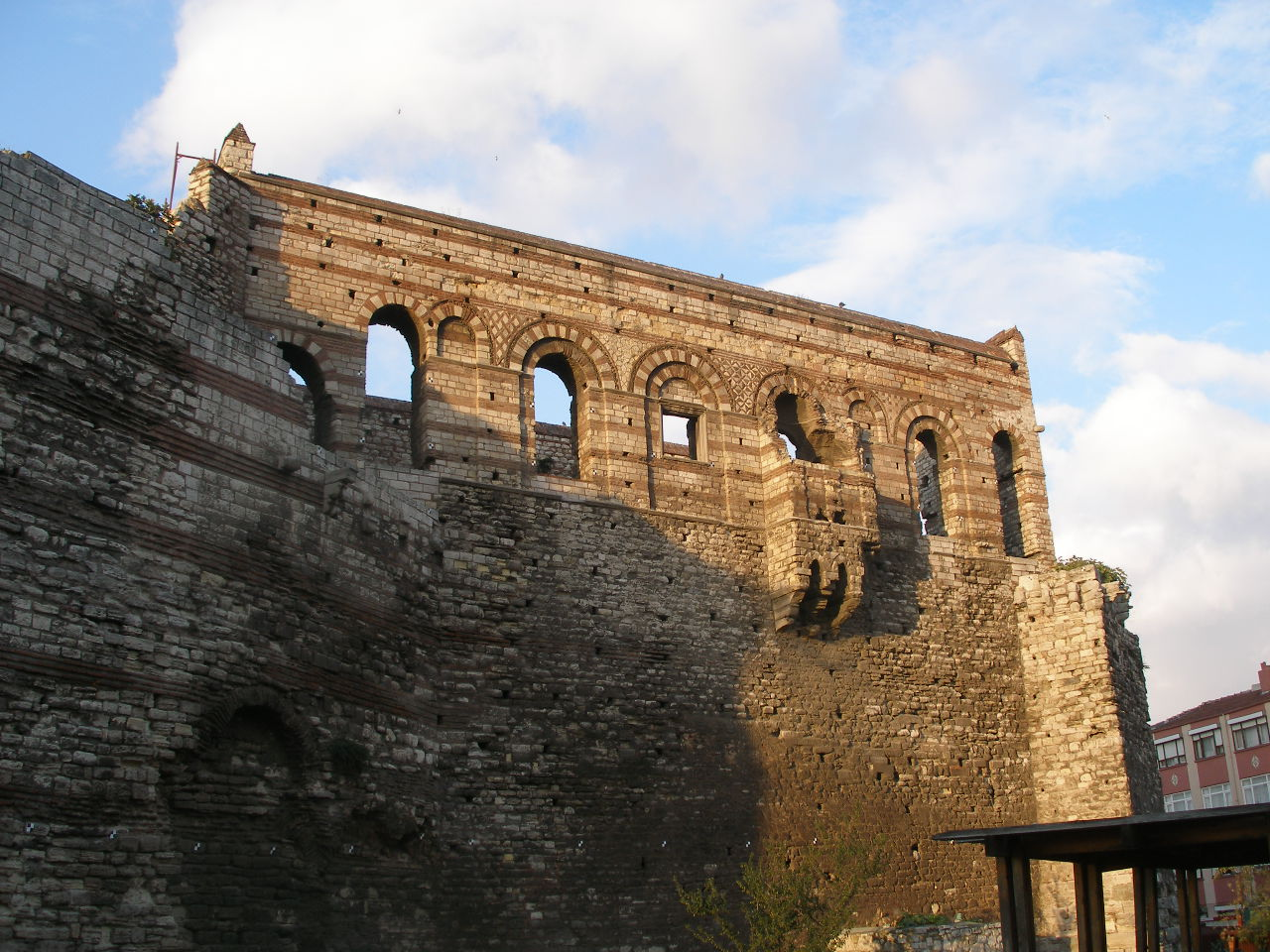
Il palazzo del Porfirogenito.

Prima del restauro, del palazzo del Porfirogenito sopravvivevano soltanto il muro elaborato e la facciata esterna in pietra. Questo palazzo è tra i principali esempi dell'architettura residenziale bizantina.
Il Palazzo era un grande edificio a tre piani situato tra le fortificazioni interne ed esterne dell'angolo nord delle Mura Teodosiane. Il piano terra è un porticato con quattro archi, che si apre in un cortile su cui si affacciano cinque grandi finestre al primo piano. L'ultimo piano della struttura sporge sopra le mura, e ha finestre su tutti e quattro i lati. A est c'è il resto di un balcone. Il tetto e tutti i piani della struttura erano scomparsi e sono stati ricostruiti. Le pareti rimanenti sono elaboratamente decorate con disegni geometrici utilizzando mattoni rossi e marmo bianco tipici del tardo periodo bizantino.